# 광안시
광안(광안, 중국어 간체자: 广安, 정체자: 廣安, 병음: Guǎng'ān)은 중화인민공화국 쓰촨성 동부에 위치한 지급시이다. 이곳은 예전에 중국 최고의 지도자 덩샤오핑의 출생지로 유명하다. 광안은 쓰촨 성 중부의 언덕과 동부의 협곡 사이에 놓여있다. 전략적인 위치 때문에 쓰촨 성 동부의 관문으로 불렸다.

## 지리 및 기후
광안은 쓰촨 분지 가장자리를 따라 고도가 점차 높아지는 곳에 위치해있다. 광안의 동쪽 지역은 산지이고 중앙 지역은 언덕이며 서쪽 지역은 상대적으로 평평하다. 해발고도는 185~1704m이다. 주요 강으로 취 강(渠江)이 중앙을 통과하고 자링강(嘉陵江)이 서쪽을 통과한다.
기후는 온화한 계절풍 기후이다. 연평균 기온은 17℃～17.6℃이고 1월 평균기온은 6℃, 7월 평균기온은 27.8℃이다. 겨울은 온화하고 여름은 무덥다. 최저기온기록은 -3.8℃이고 최고기기록은 40.5℃이다. 연평균 강수량은 1014~1282mm이고 많이 올 때는 1485mm, 적게 올때는 836.6mm이다. 무상일수는 306~328일이다. 봄과 가을은 상대적으로 비가 적은 반면에 여름은 폭우가 오기도 한다. 가을은 거의 일정하게 비가 오고 약간의 바람이 분다.
| 광안시의 기후                                                 | 광안시의 기후 | 광안시의 기후 | 광안시의 기후 | 광안시의 기후 | 광안시의 기후 | 광안시의 기후 | 광안시의 기후 | 광안시의 기후 | 광안시의 기후 | 광안시의 기후 | 광안시의 기후 | 광안시의 기후 | 광안시의 기후   |
| 월                                                            | 1월           | 2월           | 3월           | 4월           | 5월           | 6월           | 7월           | 8월           | 9월           | 10월          | 11월          | 12월          | 연간            |
| ------------------------------------------------------------- | ------------- | ------------- | ------------- | ------------- | ------------- | ------------- | ------------- | ------------- | ------------- | ------------- | ------------- | ------------- | --------------- |
| 역대 최고 기온 °C (°F)                                        | 17.1 (62.8)   | 22.4 (72.3)   | 31.8 (89.2)   | 35.7 (96.3)   | 37.1 (98.8)   | 36.8 (98.2)   | 39.1 (102.4)  | 41.8 (107.2)  | 41.9 (107.4)  | 34.3 (93.7)   | 25.4 (77.7)   | 17.7 (63.9)   | 41.9 (107.4)    |
| 일평균 최고 기온 °C (°F)                                      | 9.4 (48.9)    | 12.4 (54.3)   | 17.5 (63.5)   | 23.0 (73.4)   | 26.4 (79.5)   | 28.8 (83.8)   | 32.5 (90.5)   | 32.8 (91.0)   | 27.4 (81.3)   | 21.2 (70.2)   | 16.2 (61.2)   | 10.4 (50.7)   | 21.5 (70.7)     |
| 일일 평균 기온 °C (°F)                                        | 6.6 (43.9)    | 9.0 (48.2)    | 13.1 (55.6)   | 18.2 (64.8)   | 21.7 (71.1)   | 24.5 (76.1)   | 27.7 (81.9)   | 27.6 (81.7)   | 23.1 (73.6)   | 17.8 (64.0)   | 13.1 (55.6)   | 7.9 (46.2)    | 17.5 (63.6)     |
| 일평균 최저 기온 °C (°F)                                      | 4.5 (40.1)    | 6.5 (43.7)    | 10.1 (50.2)   | 14.6 (58.3)   | 18.2 (64.8)   | 21.4 (70.5)   | 24.1 (75.4)   | 23.8 (74.8)   | 20.2 (68.4)   | 15.6 (60.1)   | 11.0 (51.8)   | 6.1 (43.0)    | 14.7 (58.4)     |
| 역대 최저 기온 °C (°F)                                        | −2.7 (27.1)   | −0.1 (31.8)   | −0.4 (31.3)   | 4.8 (40.6)    | 9.3 (48.7)    | 14.2 (57.6)   | 17.8 (64.0)   | 17.5 (63.5)   | 12.8 (55.0)   | 3.2 (37.8)    | 2.5 (36.5)    | −2.7 (27.1)   | −2.7 (27.1)     |
| 평균 강수량 mm (인치)                                         | 16.3 (0.64)   | 19.9 (0.78)   | 44.6 (1.76)   | 87.0 (3.43)   | 152.8 (6.02)  | 180.4 (7.10)  | 174.7 (6.88)  | 128.2 (5.05)  | 126.1 (4.96)  | 99.9 (3.93)   | 45.2 (1.78)   | 18.6 (0.73)   | 1,093.7 (43.06) |
| 평균 강수일수 (≥ 0.1 mm)                                      | 9.6           | 8.7           | 10.6          | 12.9          | 15.0          | 15.8          | 12.3          | 11.3          | 13.1          | 15.6          | 10.7          | 9.5           | 145.1           |
| 평균 강설일수                                                 | 0.6           | 0.3           | 0             | 0             | 0             | 0             | 0             | 0             | 0             | 0             | 0             | 0.1           | 1               |
| 평균 상대 습도 (%)                                            | 85            | 81            | 77            | 77            | 78            | 82            | 78            | 75            | 82            | 87            | 87            | 87            | 81              |
| 평균 월간 일조시간                                            | 40.3          | 47.1          | 93.5          | 129.4         | 132.0         | 125.1         | 190.4         | 193.4         | 115.6         | 67.8          | 55.8          | 34.1          | 1,224.5         |
| 가능 일조율                                                   | 12            | 15            | 25            | 33            | 31            | 30            | 45            | 48            | 32            | 19            | 18            | 11            | 27              |
| 출처: 중국기상국 (평년값: 1991년~2020년, 극값: 1981년~2010년) |               |               |               |               |               |               |               |               |               |               |               |               |                 |

## 역사
광안 시는 쓰촨 성 북부(川北)와 동부(川東)가 서로 만나는 곳으로, 역사상 여러 곳으로 분할되어 난충이나 충칭 등 주변의 중심 도시에 속해 왔다. 청나라 때, 현재의 우성 현은 천동도의 중경부·합주의 관할이 되었고, 현재의 광안 구(광안현), 화시, 린수이 현, 웨츠 현은 천북도의 순경부(난충)의 관할이 되었다. 중화인민공화국 시기로 접어들면서, 광안 구, 화잉 시, 우성 현, 웨츠 현은 난충 지구로 들어갔고, 린수이 현은 다셴 지구의 관할이 되었다.
1993년에 주위의 지구로부터 화잉 시, 우성 현, 웨츠 현, 광안 현, 린수이 현을 독립시켜, 광안 현에 중심을 두는 광안 지구가 설립되었지만, 1998년 7월 31일에 광안 지구와 광안 현은 폐지되고 지급시인 광안 시가 되었다.

## 교통
- 212번 국도

## 경제
광안의 경제는 천연 자원을 기반으로 한다. 광물 자원이 풍부하고 토양은 농업에 이상적이다.

## 행정 구역

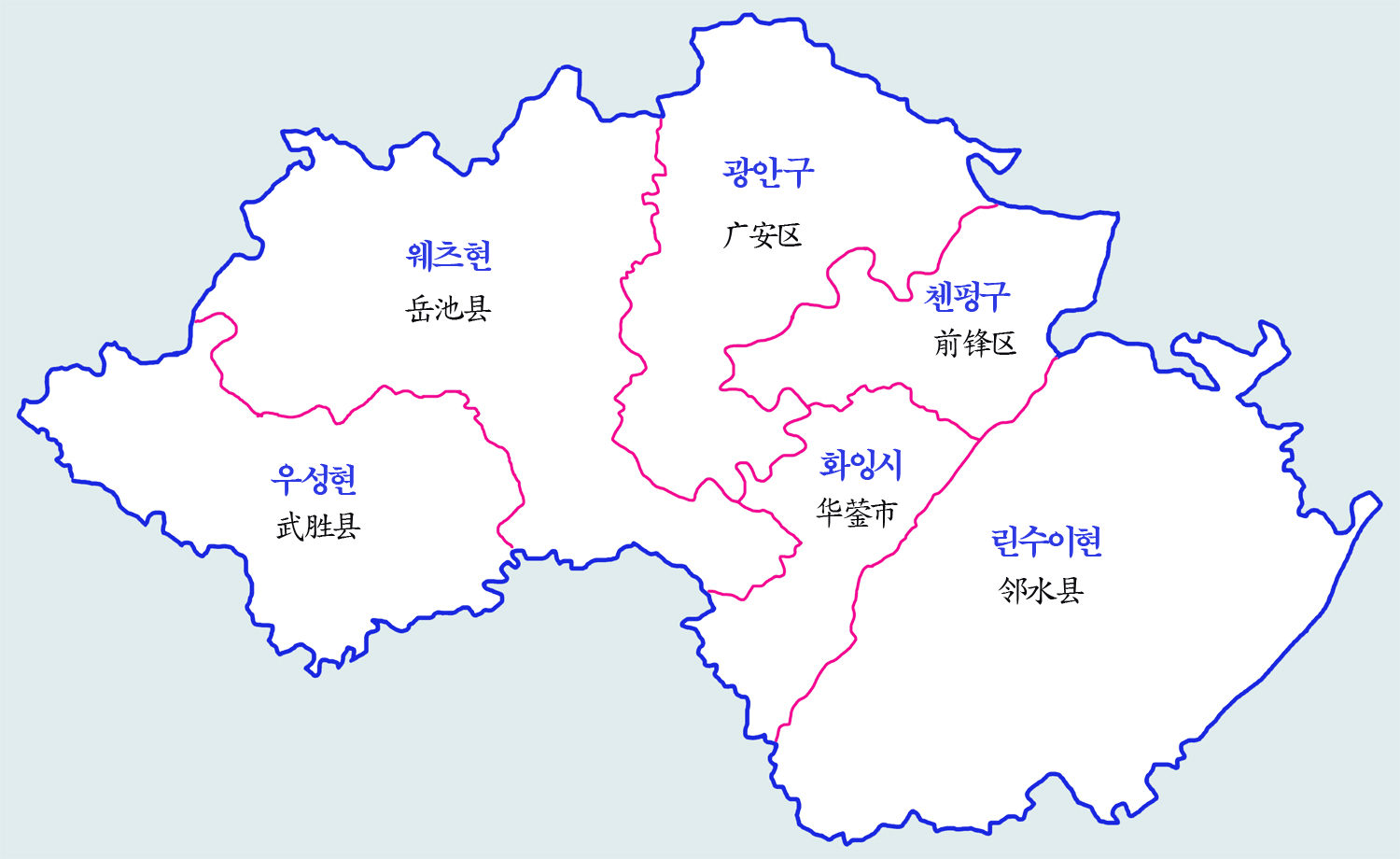
광안시 현급 행정구역도

1개의 시할구, 1개의 현급시, 3개의 현을 관할한다.
시할구
- 광안 구(广安区)
- 첸펑 구(前锋区)

현급시
- 화잉 시(华蓥市)

현
- 웨츠 현(岳池县)
- 우성 현(武胜县)
- 린수이 현(邻水县)

## 관광
중국의 지도자 덩샤오핑의 고향 박물관이 셰신 진(协兴镇)의 파이팡 촌(牌坊村)에 위치한다. 광안은 또한 공원으로 지정된 많은 산과 협곡을 포함한 아름다운 자연 풍경이 있다.